# Actia philippinensis
Actia philippinensis là một loài ruồi trong họ Tachinidae.